# Котофредка смугастий
Котофредка смугастий, або кільцехвостий «єнот», або какоміцлі смугастий (Bassariscus astutus) — хижий ссавець родини Ракунових (Procyonidae).

## Зовнішній вигляд
По зовнішньому вигляду Котофредка смугастий трохи схожий на куницю, але будова тіла швидше котяча. Довжина тіла до 38 см, хвоста — до 44 см, висота в плечах — до 16 см; вага до 1,3 кг. Тіло тонке, витягнуте, ноги короткі, морда гостра. Забарвлення зверху жовто-буре з чорнуватим відтінком, знизу світле; навколо очей чорні або темно-бурі кільця. Хвіст пухнастий, з поперечними темними і світлими кільцями, тобто смугастий), як у типового ракуна.

## Назва
Наукова назва, Bassariscus astutus, означає «лисичка хитра». Слово «какоміцлі» походить з науатля (мови ацтеків) і означає за одними джерелами «спритний злодій», за іншими «напів-кіт». Назва «кільцехвостий єнот» — переклад англійської назви ringtail, яку тварина отримала через смугастий хвіст. Оскільки вони деколи, як мишолови, мешкали в таборах старателів, їх також прозвали «шахтарською кішкою» (miners cat).

## Розповсюдження
Водиться на півдні Північної Америки (від півдня Орегону до Нью-Мексико) в сухих, скелястих місцях, каньйонах, гірських хвойних лісах, напівпустелях.

## Спосіб життя і харчування
Кільцехвостий єнот — широко поширена, але мало вивчена тварина. Веде нічний спосіб життя. Дуже добре лазить по деревах і скелях; селиться в дуплах, серед каменів і в руїнах. Всеїдний, але віддає перевагу білковій їжі. Харчується гризунами, кроликами, вивірками і комахами; рідше ловить птахів, ящірок і змій, жаб та поїдає падло. З рослинної їжі поїдає жолуді, ягоди ялівця, хурму та ін. плоди; нектар. Завдяки умінню ловити гризунів какоміцлі іноді тримають в будинках. Звуки, що видає кільцехвостий «єнот», нагадують кашель або пронизливий виск.
Природними ворогами є сови, койоти і руді рисі (Lynx rufus). Тривалість життя близько 7 років. У неволі — до 16 років.

## Соціальна структура і розмноження
Спосіб життя одиночний. Один самець займає мисливську територію до 136 га; території кільцехвостих єнотів одної статі не перетинаються. Самка народжує 1—4 дитинчат в травні — червні. Статевої зрілості молодняк досягає до 10 місяців.